# Mareanivka, Kuibîșeve
Mareanivka (în ucraineană Мар`янівка, în germană Göttland) este localitatea de reședință a comunei Mareanivka din raionul Kuibîșeve, regiunea Zaporijjea, Ucraina. Satul a fost locuit de germanii pontici.  

## Demografie
Componența lingvistică a localității Mareanivka
     Ucraineană (84,95%)
     Rusă (14,31%)
     Alte limbi (0,74%)
Conform recensământului din 2001, majoritatea populației localității Mareanivka era vorbitoare de ucraineană (84,95%), existând în minoritate și vorbitori de rusă (14,31%).